# فاکوندو پلاسرز
فاکوندو پلاسرز (انگلیسی: Facundo Placeres؛ زادهٔ ۱۶ اکتبر ۱۹۹۵) بازیکن فوتبال است.